# Helixanthera coccinea
Helixanthera coccinea är en tvåhjärtbladig växtart som först beskrevs av William Jack, och fick sitt nu gällande namn av Danser. Helixanthera coccinea ingår i släktet Helixanthera och familjen Loranthaceae. Inga underarter finns listade i Catalogue of Life.